# Батлервил (Охајо)
Батлервил (енгл. Butlerville) град је у америчкој савезној држави Охајо.

## Демографија
По попису из 2010. године број становника је 163, што је 68 (-29,4%) становника мање него 2000. године.
| Група             | 2000.       | 2010.       |
| Белци             | 228 (98,7%) | 161 (98,8%) |
| Афроамериканци    | 0 (0,0%)    | 1 (0,6%)    |
| Азијати           | 0 (0,0%)    | 0 (0,0%)    |
| Хиспаноамериканци | 0 (0,0%)    | 1 (0,6%)    |
| Укупно            | 231         | 163         |